# Queen Elizabeth General Hospital
Le Queen Elizabeth General Hospital est le principal hôpital public de la ville de Kota Kinabalu et de l'État de Sabah en Malaisie. Il est nommé d'après la reine Élisabeth II du Royaume-Uni.

## Histoire
Le premier bâtiment de l'hôpital est construit en 1957, puis un deuxième bâtiment est construit en 1981 avant d'être démoli et remplacé en 2009. Cette tour en béton armé utilisait du sable de mer non lavé, ce qui a provoqué sa défaillance et sa démolition précoce. L'hôpital reçoit la visite de la reine en 1971.
Avant la démolition du premier bâtiment en 2009, en remplacement temporaire pour les patients, le gouvernement fédéral achète l'ancien bâtiment du Sabah Medical Center et le rénove sous le nom de Queen Elizabeth General Hospital II. Le deuxième bâtiment a depuis été entretenu jusqu'à cette date. Bien que le service pour les patients normaux ait été rétabli dans le nouveau premier bâtiment, le deuxième bâtiment est principalement utilisé comme centre cardiaque, pour la chirurgie cardiothoracique et pour d'autres chirurgies.